# Ján Moravčík
Ján Moravčík (* 29. května 1954, Borovce) je bývalý slovenský fotbalista, obránce.

## Fotbalová kariéra
V československé lize hrál za Jednotu Trenčín a TJ Vítkovice. Nastoupil ve 133 ligových utkáních a dal 5 gólů. V nižší soutěži hrál i za Slavoj Piešťany.

## Ligová bilance
| Ročník                                   | Zápasy | Góly | Klub            |
| ---------------------------------------- | ------ | ---- | --------------- |
| 1. československá fotbalová liga 1976/77 | 1      | 0    | Jednota Trenčín |
| 1. československá fotbalová liga 1977/78 | 22     | 1    | Jednota Trenčín |
| 1. československá fotbalová liga 1978/79 | 30     | 1    | Jednota Trenčín |
| 1. československá fotbalová liga 1979/80 | 30     | 1    | Jednota Trenčín |
| 1. československá fotbalová liga 1981/82 | 27     | 2    | TJ Vítkovice    |
| 1. československá fotbalová liga 1982/83 | 21     | 0    | TJ Vítkovice    |
| 1. československá fotbalová liga 1984/85 | 1      | 0    | TJ Vítkovice    |
| CELKEM 1. liga                           | 132    | 5    |                 |